# Montalcino
Montalcino és un municipi comune d'Itàlia que té 5.278 habitants (2010); pertany a la província de Siena a la Toscana. S'hi produeix el vi Brunello, Rosso di Montalcino i Sant'Antimo.

## Història

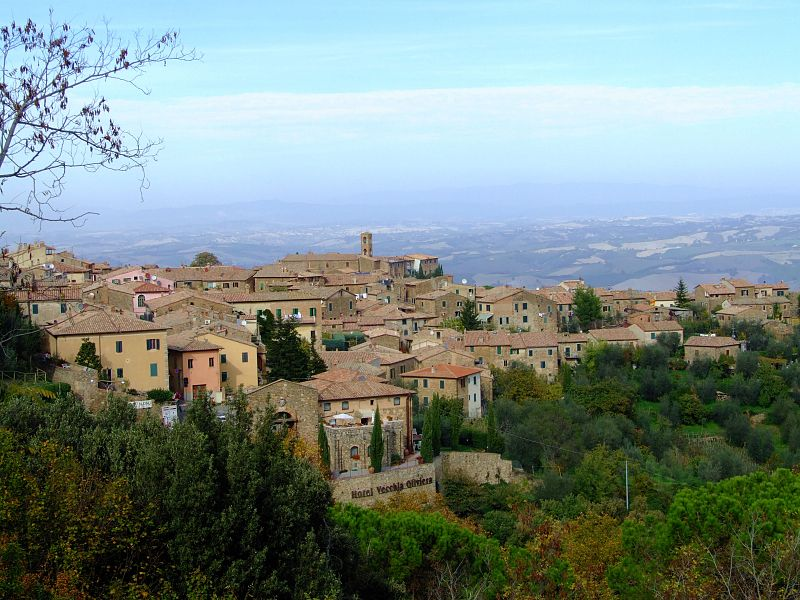
Vista de Montalcino

El turó on es troba Montalcino probablement estigui habitat des de l'època etrusca.
Montalcino es menciona per primera vegada en un document de l'any 814, quan l'emperador Ludovico il Pio concedeix el territori sub monte Lucini a l'abat de l'abadia de Sant Antimo.
En època medieval l'activitat prevalent era la fabricació de cuir de gran qualitat.
Al llarg del temps Montalcino entrà en l'òrbita de la potent Siena.
Després de la caiguda de Siena el 1555 els nobles de Siena residiren en aquesta ciutat durant quatre anys, tot esperant de poder tornar algun dia a Siena; donaren vida a la Repubblica di Siena riparata in Montalcino. Però Montalcino entrà a formar part de Gran ducat de Toscana fins a la unificació d'Itàlia al 1861.

## Monuments i llocs d'interès

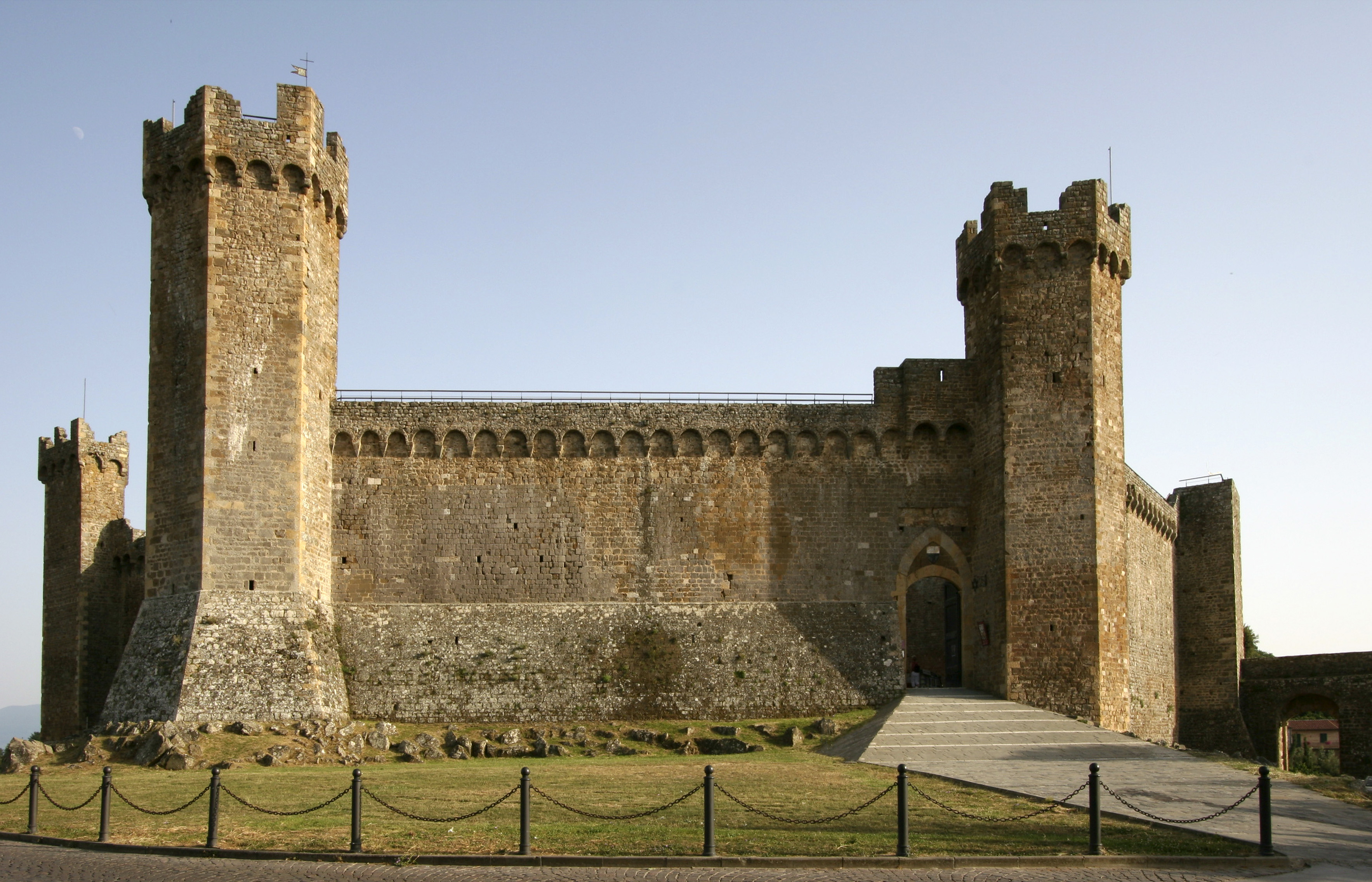
La fortalesa de Montalcino

### Arquitectura religiosa
- Església de Sant Francesc (Montalcino)
- Duomo de Montalcino
- Abadia de Sant'Antimo
- Badia Ardenga

### Arquitectura civil
Les muralles de la ciutat es van construir al segle xiii. La fortalesa és del 1361; va ser projectada pels arquitectes Mino Foresi i Domenico di Feo.
L'església di Sant'Agostino és romànica, i va ser feta el segle xiii.
En els Musei Riuniti es troben escultures del segle xv i altres escultures de terracota que sembla que són de l'escola Della Robbia. La col·lecció també té un San Pietro e san Paolo d'Ambrogio Lorenzetti i una Madonna col Bambino de Simone Martini.
El Duomo (catedral), dedicat a San Salvatore, va ser bastit al segle xiv, però actualment té un aspecte neoclàssic amb les obres dirigides per Agostino Fantastici.
La plaça principal de Montalcino és la del Popolo. L'edifici principal de la plaça és el palazzo comunale, dit també Palazzo dei Priori (finals del segle xiii-inici del segle XIV). Prop del Palazzo Comunale, es troba una estructura renaixentista amb sis arcs anomenada La Loggia, iniciada al segle xiv i acabada al segle xv.

## Persones relacionades amb Montalcino
- Giovan Battista Contini (Montalcino, 1642–Roma, 1723), arquitecte.
- Agostino Fantastici (Montalcino, 1782-Siena, 1845), arquitecte i escenògraf.

## Geografia humana
El territori comunal de Montalcino, a més de la capital, té 5 frazioni:
- Camigliano
- Castelnuovo dell'Abate
- Sant'Angelo in Colle
- Sant'Angelo Scalo
- Torrenieri